# Aleksandr Oparin

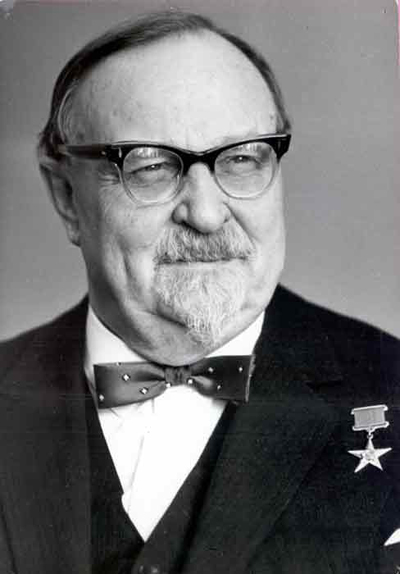
Aleksandr Oparin

Aleksandr Ivanovitsj Oparin (Russisch: Александр Иванович Опарин) (Oeglitsj, 2 maart [O.S. 18 februari] 1894 – Moskou, 21 april 1980) was een Russisch bioloog en biochemicus in de Sovjet-Unie. Hij was lid van de Sovjet Academie der Wetenschappen en in 1935 oprichter van het biochemische instituut van die Academie. In 1924 publiceerde hij zijn model voor het ontstaan van het leven op Aarde als een proces van langzame evolutie van koolwaterstoffen in een oersoep. De Engelsman Haldane kwam onafhankelijk tot hetzelfde model. In 1979 ontving Oparin de Gouden Lomonosov-medaille van de toenmalige Academie van Wetenschappen van USSR. 
In 1980 werd hij in Moskou bijgezet op de Novodevitsjibegraafplaats, dat bij het Novodevitsjiklooster hoort.

## Bekende werken
- De externe factoren bij interactie van enzymen in de cel van een plant
- De oorsprong van het leven op Aarde
- Het leven, zijn aard, oorsprong en evolutie
- De geschiedenis van de Genesistheorie en de evolutie van het leven

- Bibsys: 90111854
- Biblioteca Nacional de Chile: 000200836
- Biblioteca Nacional de España: XX1053641
- Bibliothèque nationale de France: cb12275646d (data)
- CiNii: DA00684041
- Gemeinsame Normdatei: 118736353
- International Standard Name Identifier: 0000 0001 2124 5726
- Library of Congress Control Number: n50004179
- Nationale Bibliotheek van Letland: 000205887
- Bibliotheek van het Japanse parlement: 00451790
- Nationale Bibliotheek van Tsjechië: jn19990210471
- Nationale bibliotheek van Australië: 35399734
- Nationale Bibliotheek van Israël: 987007266280505171
- Nationale Bibliotheek van Polen: a0000002875241
- Nederlandse Thesaurus van Auteursnamen: 071725687
- Istituto Centrale per il Catalogo Unico: RAVV074970
- LIBRIS: 81733
- SNAC: w67b6ngv
- Système universitaire de documentation: 03156626X
- Trove: 939263
- Virtual International Authority File: 290918603
- WorldCat: E39PBJqQtrqvtMvkTytCBJJ7HC